# Alopochen mauritiana
Espèce
Statut de conservation UICN

 EX  : Éteint
Alopochen mauritiana est une espèce d'oiseaux de la famille des Anseriformes autrefois endémique de l'île Maurice et aujourd'hui disparue.
En 1681, les récits de voyage la signale comme abondante dans les bois. Elle est probablement très chassée car elle est décrite comme pas grande mais grasse et goûteuse. En 1693, l'espèce est devenue rare et en 1698, elle est signalée éteinte.

## Informations complémentaires
- Endémisme à l'île Maurice
- Liste des espèces d'oiseaux disparues

## Référence
- (en) Congrès ornithologique international : Alopochen mauritiana dans l'ordre Anseriformes
- (fr + en)  Avibase : Alopochen mauritiana (+ répartition) (consulté le 30 juin 2015)
- (en) UICN : espèce Alopochen mauritiana (Newton & Gadow, 1893) (consulté le 30 juin 2015)